# Donato (Italia)
Donato (Donà in piemontese) è un comune italiano di 687 abitanti della provincia di Biella in Piemonte. Vi ha sede lo stabilimento dove si imbottiglia l'acqua oligominerale Alpe Guizza.

## Geografia fisica
Il comune di Donato, geograficamente, è situato all'estremità occidentale della provincia di Biella. Il territorio comunale culmina con i 2.371 metri della Colma di Mombarone, dal cui versante meridionale nasce il torrente Viona che rappresenta per parecchi chilometri il limite tra Biellese e Canavese. 
Il confine prosegue per un lungo tratto ai piedi della dorsale della Serra.

## Storia

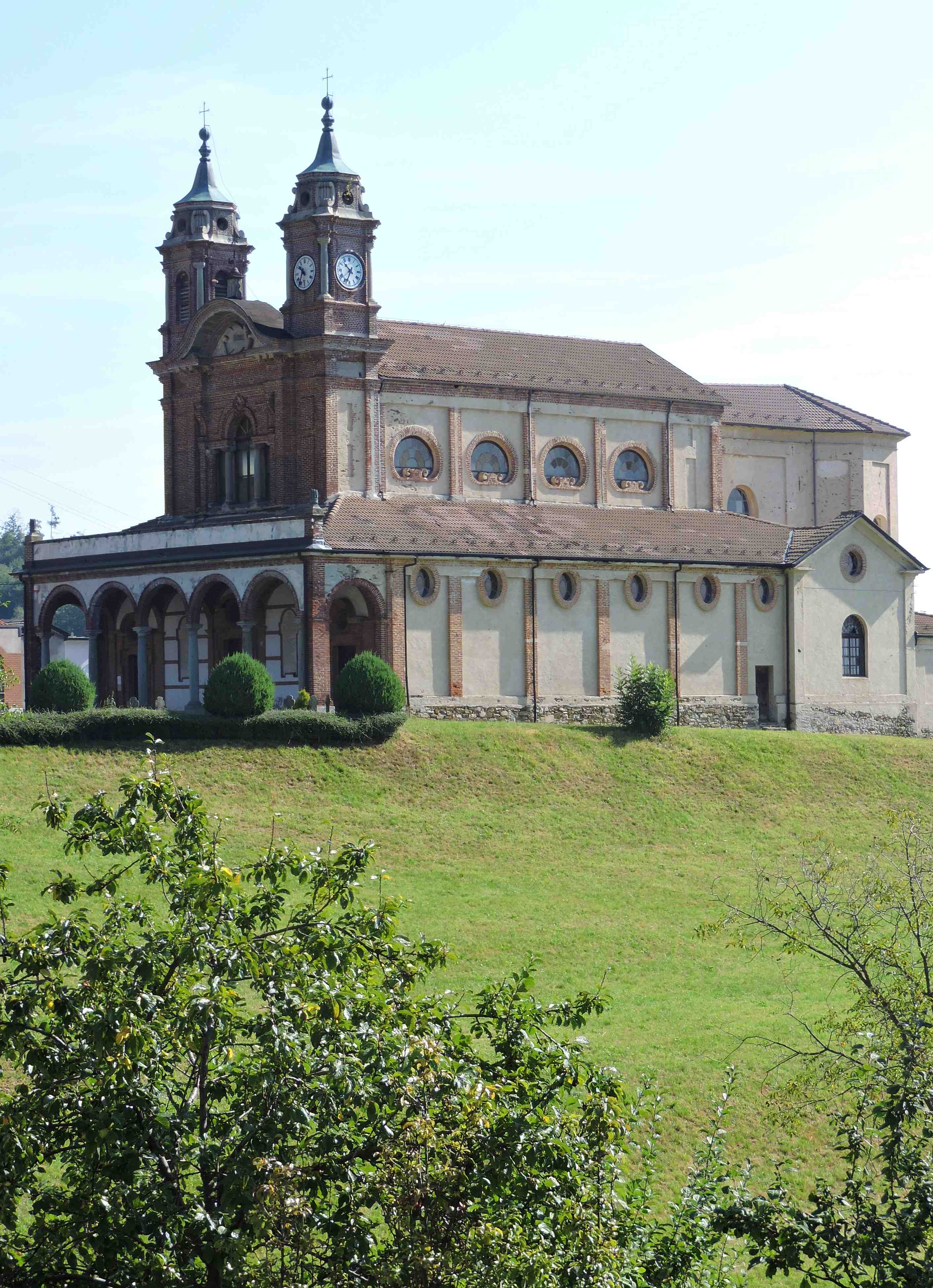
La parrocchiale

Il toponimo di origine romana testimonia l'antichità dell'insediamento, in posizione strategica per le comunicazioni tra il biellese, il canavese e la Valle d'Aosta. Intorno al 1150 il vescovo di Vercelli, Uguccione, acquistò questo luogo per la sua chiesa, insieme con le terre di Zumaglia, Netro e Verrua. In seguito Donato passò agli Avogadro di Cerrione, che, entrati in contrasto con la chiesa di Vercelli, nel 1434 persero questo possedimento, che fu ceduto con sentenza del conte di Savoia al vescovo di Vercelli, unitamente ai castelli di Cerrione, Mongiovetto, Ponderano, Quaregna, Valdengo, Villa e Zubiena. I Savoia crearono poi signori di Donato i Perrone San Martino, conti di San Martino e infine conti di Donato i de Rege, già conti di Lignana con Veneria. Nel 1706 il paese fu quasi interamente distrutto dai Francesi.

### Simboli
Lo stemma del comune di Donato riprende quello della famiglia de Rege, ultimi feudatari del luogo, che portavano uno "scudo scaccato d'argento e d'azzurro caricato in palo del primo di una rosa al naturale di rosso" ed è stato riconosciuto con decreto del capo del governo dell'8 agosto 1931.
Il gonfalone è un drappo di giallo.

## Società

### Evoluzione demografica
Negli ultimi cento anni, a partire dal 1921, la popolazione residente si è dimezzata.
Abitanti censiti

## Economia
L'agricoltura è stata nel passato l'attività prevalente, tuttavia all'inizio del Novecento è emersa la vocazione turistica di Donato, favorita dalla felice posizione del paese e delle frazioni. Donato non ebbe invece uno sviluppo di tipo industriale.

## Amministrazione

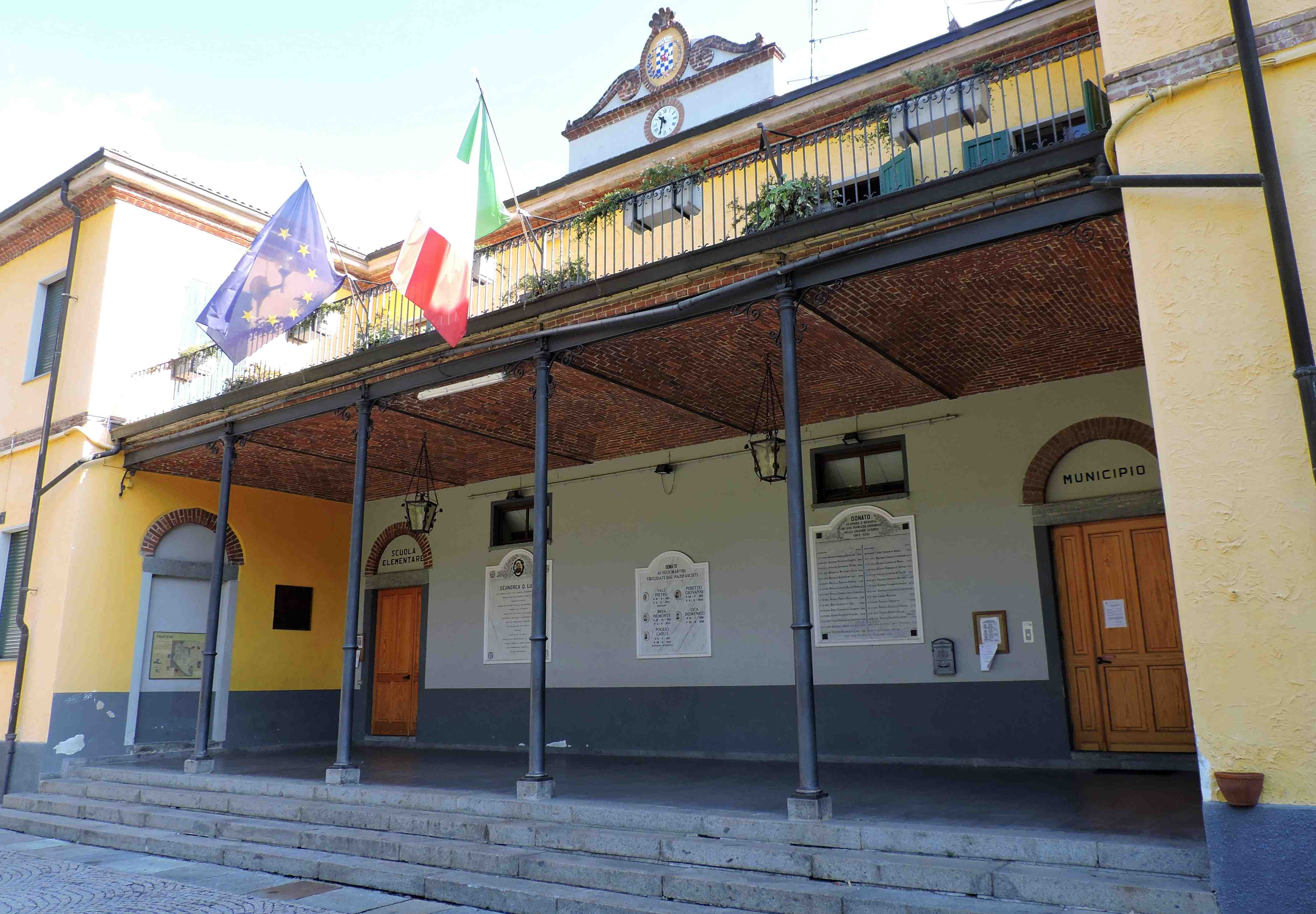
Il municipio

Di seguito è presentata una tabella relativa alle amministrazioni che si sono succedute in questo comune.
| Periodo        | Periodo        | Primo cittadino | Partito                          | Carica  | Note  |
| -------------- | -------------- | --------------- | -------------------------------- | ------- | ----- |
| 24 aprile 1995 | 14 giugno 1999 | Gino Bonino     | centro-sinistra                  | Sindaco | [ 6 ] |
| 14 giugno 1999 | 14 giugno 2004 | Gino Bonino     | lista civica                     | Sindaco | [ 6 ] |
| 14 giugno 2004 | 8 giugno 2009  | Chiara Doleatti | lista civica                     | Sindaco | [ 6 ] |
| 8 giugno 2009  | 26 maggio 2014 | Sergio Gambotto | lista civica                     | Sindaco | [ 6 ] |
| 26 maggio 2014 | 09-06-2024     | Desirèe Duoccio | lista civica Lunga vita a Donato | Sindaco | [ 6 ] |

### Altre informazioni amministrative
Il comune apparteneva alla Comunità montana Alta Valle Elvo, soppressa nel 2009 e confluita, insieme alla Comunità montana Bassa Valle Elvo, nella Comunità montana Valle dell'Elvo.